# 에이프릴 케프너
에이프릴 케프너(영어: April Kepner)는 숀다 라임스가 제작한 TV 드라마 《그레이 아나토미》의 등장인물이다. 시즌 6부터 시즌 14까지 등장하였다. 세라 드루가 연기했다.